# Crispiano
Crispiano is een gemeente in de Italiaanse provincie Tarente (regio Apulië) en telt 13.167 inwoners (31-12-2004). De oppervlakte bedraagt 111,7 km2, de bevolkingsdichtheid is 118 inwoners per km2.

## Demografie
Crispiano telt ongeveer 4529 huishoudens. Het aantal inwoners steeg in de periode 1991-2001 met 0,5% volgens cijfers uit de tienjaarlijkse volkstellingen van ISTAT.
| Jaar | Inwoneraantal |
| ---- | ------------- |
| 1991 | 12.905        |
| 2001 | 12.973        |

## Geografie
Crispiano grenst aan de volgende gemeenten: Grottaglie, Martina Franca, Massafra, Montemesola, Statte.